# Провулок Рибальський (Черкаси)
Провулок Риба́льський — провулок в Черкасах.

## Розташування
Провулок короткий (470 метрів) і простягається на південний схід від вулиці Василя Стуса, перетинає провулок Поштовий і закінчується за 20 метрів до узвозу Франка, знаходячись на певній висоті над ним. Під кінець має невелике відгалуження довжиною 40 метрів. Кінець провулка та відгалуження повертають в бік Дніпра.

## Опис
Провулок замощений тротуарною плиткою, повністю забудований приватними будинками.

## Походження назви
Провулок був утворений 1930 року і названий так через те, що тут мешкали черкаські рибалки.